# (200178) 1999 JD67
(200178) 1999 JD67 es un asteroide perteneciente al cinturón de asteroides, descubierto el 12 de mayo de 1999 por el equipo del Lincoln Near-Earth Asteroid Research desde el Laboratorio Lincoln, Socorro, Nuevo México.

## Designación y nombre
Designado provisionalmente como 1999 JD67.

## Características orbitales
1999 JD67 está situado a una distancia media del Sol de 2,472 ua, pudiendo alejarse hasta 3,010 ua y acercarse hasta 1,933 ua. Su excentricidad es 0,217 y la inclinación orbital 6,826 grados. Emplea 1419,78 días en completar una órbita alrededor del Sol.

## Características físicas
La magnitud absoluta de 1999 JD67 es 16.